# Pseudosybra
Pseudosybra is een kevergeslacht uit de familie van de boktorren (Cerambycidae). De wetenschappelijke naam van het geslacht werd voor het eerst geldig gepubliceerd in 1960 door Breuning.

## Soorten
Pseudosybra is monotypisch en omvat slechts de volgende soort:
- Pseudosybra cristata (Breuning, 1960)